# Sigurðar þáttr slefu
Sigurðar þáttr slefu también þáttur af Sigurði konungi slefu y Sigurðar þáttr slefu Gunnhildarsonar (o La historia de Sigurd Sleva hijo de Gunnhildr) es una historia corta islandesa (þáttr) escrita hacia el siglo XIV y compilada en Flateyjarbók. Trata sobre la figura de Sigurd Sleva, hijo de Eirík Hacha Sangrienta y su consorte Gunnhildr. Se conserva en el Instituto Árni Magnússon de Reikiavik clasificado como pergamino AM 329 4.º. El relato tiene coincidencias con el capítulo XIV de Haralds saga gráfeldar de Heimskringla y Þórðar saga hreðu.